# کپلر-۱۰بی
کپلر-۱۰بی (Kepler-10b) نخستین سیّارهٔ فراخورشیدی سنگی است که با تلسکوپ فضایی کپلر سازمان ناسا کشف شده‌است. سیّارات سنگی که سیاره‌های زمین‌سان هم نامیده می‌شوند برخلاف سیارات گازی شباهت ساختاری نسبتاً زیادی با کره زمین دارند.
این سیاره تا ژانویه ۲۰۱۱، کوچک‌ترین برون‌سیاره (سیاره فراخورشیدی) گذرنده شناخته شده‌است. فاصله این سیاره تا کره زمین حدود ۵۶۰ سال نوری است و در محدوده زیست‌پذیر قرار نگرفته‌است.
تلسکوپ فضایی کپلر اندازه این سیاره و دیگر ویژگی‌های آن را از روی کاهش میزان نور ستاره مرکزی این سامانه خورشیدی به هنگام گذر این سیاره از برابر آن ستاره تشخیص داده است.
کشف کپلر-۱۰بی برپایه هشت ماه گردآوری داده‌ها صورت گرفته که از مه ۲۰۰۹ تا اوایل ژانویه ۲۰۱۰ ادامه داشته‌است.
رصدخانه کِک در هاوایی با استفاده از داده‌هایی که از تلسکوپ فضایی کپلر دریافت کرد توانست با به کار بردن روش سنجش سرعت شعاعی، که از دستگاه طیف‌سنج اشلی وضوح بالا (هایرس) به دست آورد، وجود این سیاره را تایید کند.
اندازه کپلر-۱۰ب ۱٫۴ برابر کره زمین است. فاصله سیاره کپلر-۱۰ب با خورشید خود که کپلر-۱۰ نام دارد کمتر از یک‌بیستم فاصله سیاره تیر با خورشید است. کپلر-۱۰ب در کمتر از یک روز گرد خورشید خود می‌گردد.
دمای سطح کپلر-۱۰ب در حدود ۱۶۰۰ کلوین است که با این دما می‌توان طلا را گداخت.